# ایوان تورینا
ایوان تورینا (کرواتی: Ivan Turina; ۳ اکتبر ۱۹۸۰ – ۲ مهٔ ۲۰۱۳) بازیکن فوتبال اهل کرواسی بود که در پست دروازه‌بان بازی می‌کرد. از باشگاه‌هایی که در آن بازی کرده‌است می‌توان به دینامو زاگرب، لخ پوزنان و ای‌آی‌کی اشاره کرد. وی همچنین در تیم ملی فوتبال کرواسی بازی کرده‌است.